# Dysstroma centumnotata
Dysstroma centumnotata är en fjärilsart som beskrevs av Heydemann 1929. Dysstroma centumnotata ingår i släktet Dysstroma och familjen mätare. Inga underarter finns listade i Catalogue of Life.